# Axel Méyé
Axel Méyé Me Ndong (Libreville, 6 de junho de 1995) é um futebolista profissional gabonense que atua como atacante.

## Carreira
Axel Méyé fez parte do elenco da Seleção Gabonense de Futebol da Olimpíadas de 2012.